# 利景酒店

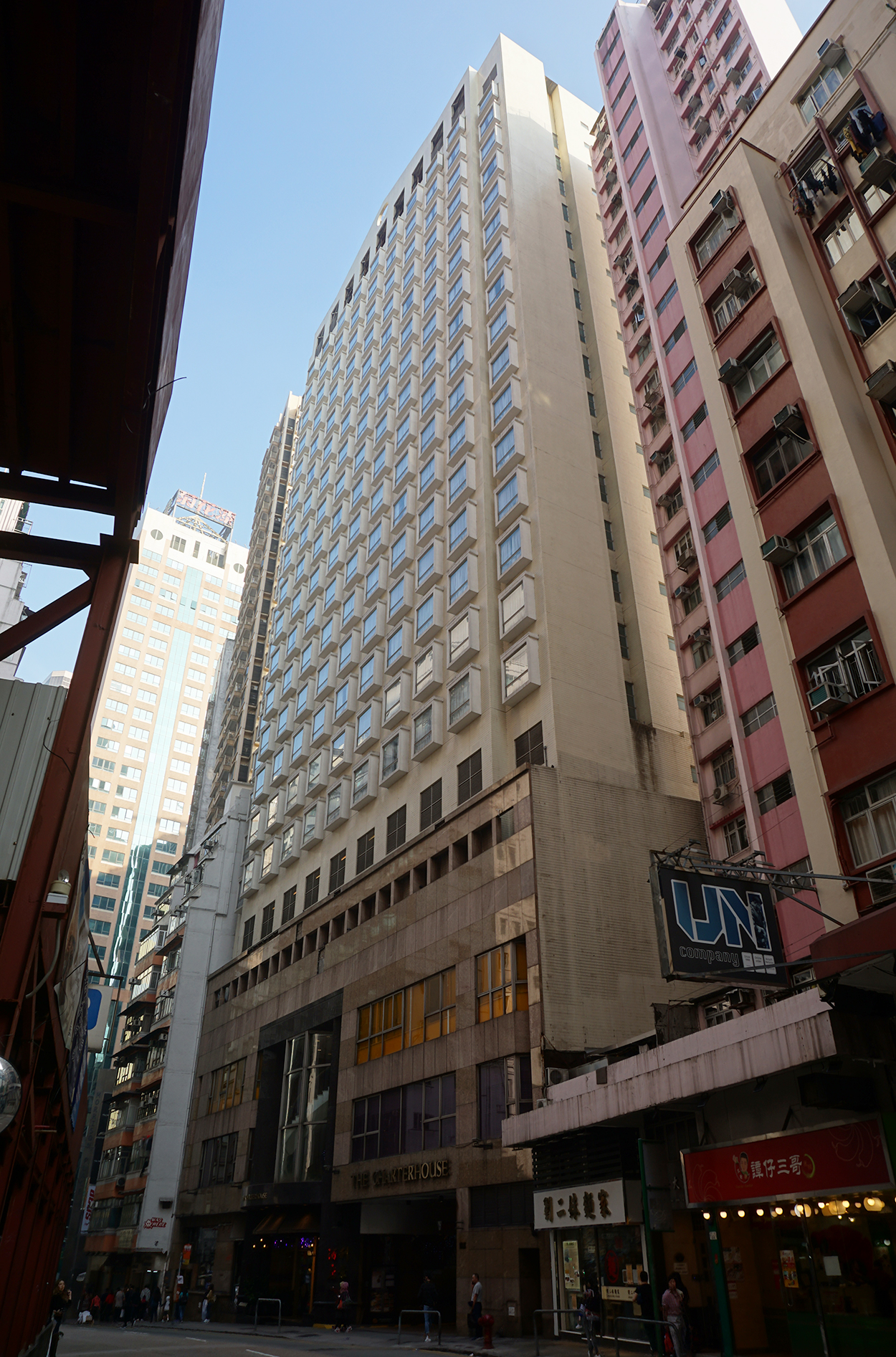
利景酒店

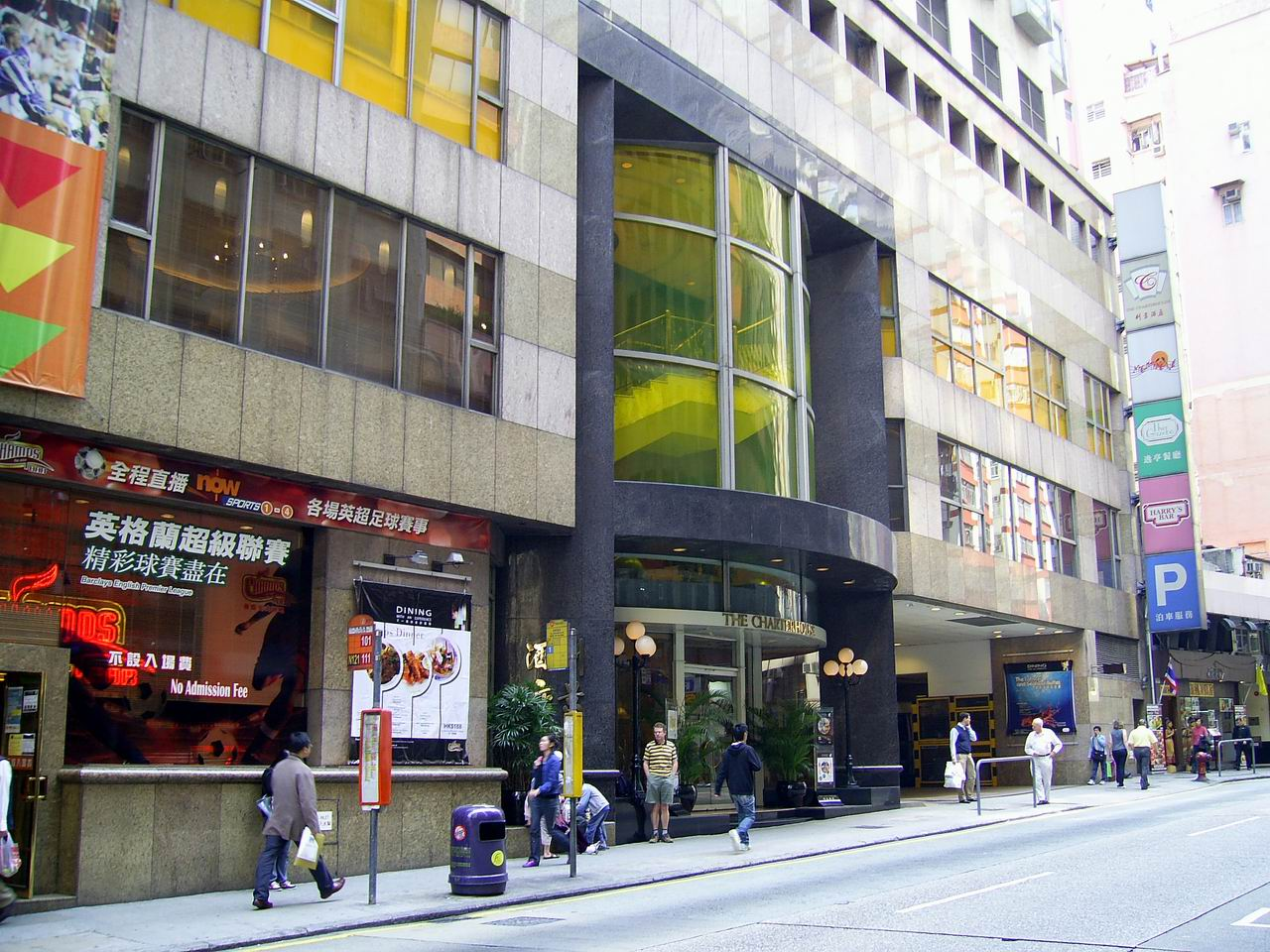
大堂入口

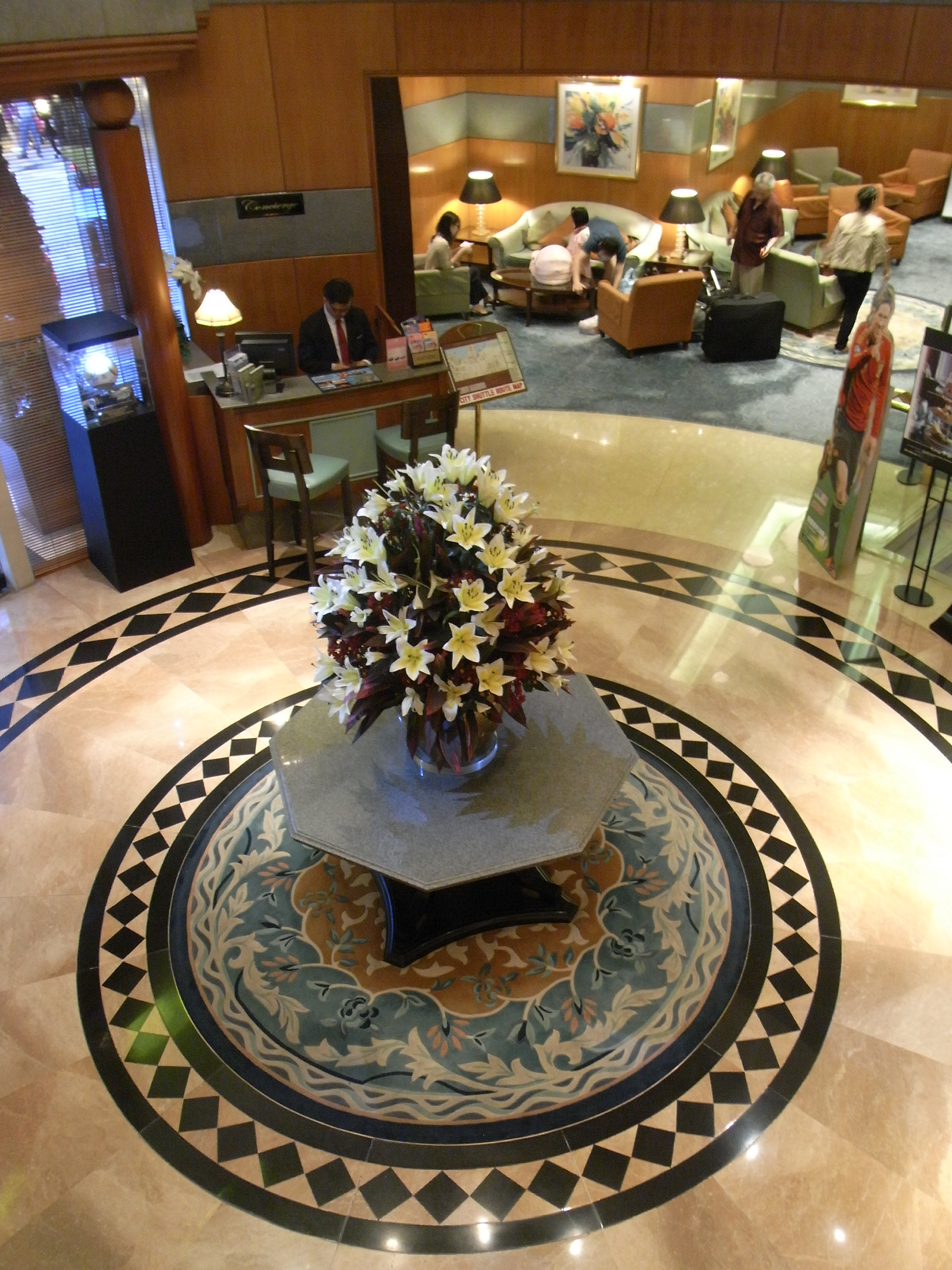
酒店大堂

利景酒店（英語：The Charterhouse），為香港的一間三星級酒店，位處於香港島灣仔灣仔道209-219號，靠近港鐵銅鑼灣站，樓高20層，酒店於1992年開幕，並在2023年完成部份翻新，共提供299間豪華客房，包括273間寬敞舒適的客房，以及49間豪華套房，更設17間專題客房。
利景酒店是2009年東亞運動會的運動員酒店。
2023年1月，一名朴姓南韓旅客在其推特發文揭露下榻的房間天花有水管爆裂，導致房內嚴重水浸和財物損失，且未即時獲得賠償，而令酒店情況受到關注。

## 設施
- 健身室
- 商務中心
- 宴會廳
- 托兒服務
- 停車場
- 酒吧
- 的士高
- 醫務室
- 餐廳

## 餐廳
- 逸亭餐廳（中西佳餚）餐廳資料
- Harry's Bar（酒吧）餐廳資料
- 蒲點美式酒吧（酒吧）餐廳資料
- 夜鶯卡拉OK（的士高）餐廳資料

## 參看
- 香港酒店列表

## 外部連結
- 利景酒店（页面存档备份，存于）